# 田中健 (競馬)
田中 健（たなか けん、1988年3月16日 - ）は、日本中央競馬会 (JRA) 栗東トレーニングセンター所属の騎手。

## 来歴
広島県廿日市市出身。競馬とは無縁の家庭で育ったが、中学3年生のとき父親から騎手という職業があることを聞かされたことをきっかけに、JRA競馬学校に入学。乗馬未経験であったが、卒業時には騎乗技術が特に優秀だった者に与えられるアイルランド大使特別賞を受賞している。
卒業時の同期（23期生）には浜中俊、藤岡康太、宮崎北斗、丸田恭介らがいる。
2007年3月3日、浅見秀一厩舎（栗東トレーニングセンター）所属騎手としてデビュー。同日の2戦目で初勝利を挙げた。なお、登録外ではあるが川村禎彦、木原一良両厩舎にも所属し、3厩舎で1人を育てるという形がとられており、初騎乗馬は川村厩舎所属、初勝利は浅見厩舎所属馬であった。
以後初年度は14勝、2年目は24勝と勝利数を伸ばしたが、3年目は落馬事故の影響もあり12勝と数字を落とした。4年目の2010年10月、木原厩舎のマルモセーラでファンタジーステークスを制し、重賞初勝利を挙げた。同馬とは同年12月の阪神ジュベナイルフィリーズでGI競走初騎乗も経験した（12着）。
2015年3月1日からは浅見厩舎を離れ、フリー転向。
2016年7月31日小倉第5競走でテイエムヒッタマゲに騎乗して1着となり、JRA通算100勝を達成した。
2022年3月1日付けで栗東・中村直也厩舎の所属となる。同年5月13日の調教中に骨折し約三ヶ月の休養を経て復帰した。

## 騎乗成績
| 年度   | 1着 | 2着 | 3着 | 騎乗数 | 勝率 | 連対率 | 複勝率 |
| ------ | --- | --- | --- | ------ | ---- | ------ | ------ |
| 2007年 | 14  | 20  | 14  | 356    | .039 | .096   | .135   |
| 2008年 | 24  | 33  | 25  | 491    | .049 | .116   | .167   |
| 2009年 | 12  | 17  | 17  | 385    | .031 | .075   | .119   |
| 2010年 | 12  | 15  | 13  | 196    | .061 | .138   | .204   |
| 2011年 | 4   | 4   | 3   | 104    | .038 | .077   | .106   |
| 2012年 | 5   | 3   | 7   | 101    | .050 | .079   | .149   |
| 2013年 | 7   | 12  | 8   | 121    | .058 | .157   | .223   |
| 2014年 | 6   | 6   | 4   | 107    | .056 | .112   | .150   |
| 2015年 | 9   | 4   | 15  | 181    | .050 | .072   | .155   |
| 2016年 | 9   | 11  | 13  | 204    | .044 | .098   | .162   |
| 2017年 | 7   | 5   | 9   | 238    | .029 | .050   | .088   |
| 2018年 | 12  | 6   | 16  | 218    | .055 | .083   | .156   |
| 2019年 | 12  | 14  | 6   | 185    | .065 | .141   | .173   |
| 2020年 | 7   | 5   | 15  | 159    | .044 | .075   | .170   |
| 2021年 | 12  | 8   | 9   | 190    | .063 | .105   | .152   |
| 2022年 | 1   | 3   | 6   | 112    | .009 | .036   | .089   |
| 中央   | 153 | 166 | 181 | 3362   | .046 | .095   | .149   |

|            | 日付           | 競馬場・開催  | 競走名         | 馬名               | 頭数 | 人気 | 着順 |
| ---------- | -------------- | ------------- | -------------- | ------------------ | ---- | ---- | ---- |
| 初騎乗     | 2007年3月3日   | 1回中京1日2R  | 3歳未勝利      | ナナヨーウインド   | 16頭 | 5    | 11着 |
| 初勝利     | 2007年3月3日   | 1回中京1日6R  | 4歳上500万円下 | メイショウセレット | 16頭 | 10   | 1着  |
| 重賞初騎乗 | 2007年4月21日  | 1回福島7日11R | 福島牝馬S      | ナナヨーティアラ   | 16頭 | 14   | 16着 |
| 重賞初勝利 | 2010年11月6日  | 6回京都1日11R | ファンタジーS  | マルモセーラ       | 17頭 | 4    | 1着  |
| GI初騎乗   | 2010年12月12日 | 5回阪神4日11R | 阪神JF         | マルモセーラ       | 18頭 | 7    | 12着 |

## 主な騎乗馬
- マルモセーラ（2010年ファンタジーステークス）
- アンバルブライベン（2014年京阪杯、2015年シルクロードステークス）
- シンシティ（2021年 釜山ステークス）